# Liste der Kulturdenkmäler in Gensingen
In der Liste der Kulturdenkmäler in Gensingen sind alle Kulturdenkmäler der rheinland-pfälzischen Ortsgemeinde Gensingen aufgeführt. Grundlage ist die Denkmalliste des Landes Rheinland-Pfalz (Stand: 3. April 2024).

## Denkmalzonen
| Bezeichnung                              | Lage                                                 | Baujahr | Beschreibung | Bild                           |
| ---------------------------------------- | ---------------------------------------------------- | ------- | --- | ------------------------------ |
| Denkmalzone Bahnhof Gensingen-Horrweiler | Alexander-Bretz-Straße 3 Lage                        |         | Bahnhof der Bahnlinie Gau-Algesheim–Bad Münster am Stein; dreiteiliger klassizierender Sandsteinquader-Typenbau, um 1870/80, Bahnsteige einschließlich Überdachungen, Unterführung um 1910                   | weitere Bilder Fotos hochladen |
| Denkmalzone Jüdischer Friedhof           | nördlich des Ortes; Flur Der hintere Kieselberg Lage | 1862    | wohl 1862 angelegt; in der Bruchsteinmauer auf der Ostseite der ursprüngliche Eingang bewahrt; etwa 25 meist sehr schlichte, oft beschädigte oder verwitterte Grabmäler seit den 1860er Jahren bis etwa 1934 | weitere Bilder Fotos hochladen |

## Einzeldenkmäler
| Bezeichnung              | Lage                                                            | Baujahr | Beschreibung | Bild                           |
| ------------------------ | --------------------------------------------------------------- | ------- | --- | ------------------------------ |
| Grabmäler                | Binger Straße, auf dem Christlichen Friedhof Lage               |         | bemerkenswerte gründerzeitliche Grabmäler: - Grabstein Christian Aloys Causé (1819–1875): Baumkreuz mit Blütenkranz - Grabstätte Familie Johann Rumpf, um 1880: kleine Anlage mit Schmiedeeisengitter-Einfriedung, mittig reich skulptierte Stele mit trauerndem Engel - Grabmal Barbara Pieroth geborene Hauck († 1883): gotisierende Stele mit Blendmaßwerk, Zinnenbekrönung und Vasenaufsatz - Grabmal Johann Kreutzer 5 († 1893): Ädikula mit Segmentgiebel und Urnenbekrönung - Grabmal Gabriel Hauck III († 1928): Baumkreuz über Felssockel | weitere Bilder Fotos hochladen |
| Wohnhaus                 | Ernst-Ludwig-Straße 2 Lage                                      | 1821    | nachbarocker Krüppelwalmdachbau, teilweise Fachwerk, bezeichnet 1821; straßenbildprägend | Fotos hochladen                |
| Evangelische Pfarrkirche | Kirchgasse 5 Lage                                               | 1747    | barocker Saalbau, bezeichnet 1747; Kirchhofmauer 19. Jahrhundert | Fotos hochladen                |
| Rumpfmühle               | Kreuznacher Straße 63 Lage                                      | 1876/77 | herrschaftlicher spätklassizistischer Backsteinbau, 1876/77, Architekt Ferdinand Illert, Bingen | BW                             |
| Wohnhaus                 | Kreuzstraße 9 Lage                                              | 1808    | nachbarockes Fachwerkhaus, teilweise Fachwerk, bezeichnet 1808 | Fotos hochladen                |
| Wohnhaus                 | Römerstraße 8 Lage                                              | 1799    | nachbarockes Fachwerkhaus, teilweise massiv, bezeichnet 1799 und 1800, Erweiterung bezeichnet 1828 | Fotos hochladen                |
| Altar                    | Römerstraße 25, in der katholischen Pfarrkirche St. Martin Lage | 1751    | barocker Hochaltar, 1751 von Johann Kaspar und Sebastian Hiernle, Mainz | BW                             |